# اشچیاگوو
اشچیاگوو (به لاتین: Trzciągowo) یک منطقهٔ مسکونی در لهستان است که در Gmina Międzyzdroje واقع شده‌است.